# Prêmio Multishow de Música Brasileira para Forró e Piseiro do Ano
Prêmio Multishow de Música Brasileira para Forró e Piseiro do Ano é um prêmio dado anualmente no Prêmio Multishow de Música Brasileira, uma cerimônia que foi estabelecida em 1994 e originalmente chamada de Prêmio TVZ. A Categoria Forró e Piseiro do Ano foi criada em 2023 como parte de uma reformulação nas normas da Academia do Prêmio Multishow. Anteriormente, o prêmio de Música do Ano englobava diversos ritmos musicais em uma única categoria. No entanto, a partir de 2023, essa categoria foi ramificada, dando origem a 11 novas categorias, cada uma dedicada a um estilo musical específico, incluindo Forró e Piseiro.
Essa mudança visou reconhecer a diversidade de gêneros presentes na música brasileira e dar maior espaço a estilos populares, que tem uma presença significativa no cenário musical do país. A Categoria Forró e Piseiro do Ano destaca as músicas de maior impacto dentro do gênero, premiando artistas que contribuem para a evolução e popularidade do forró e piseiro no Brasil.

## Vencedores e indicados
| Ano  | Vencedor(a)                          | Indicados | Ref.  |
| ---- | ------------------------------------ | --- | ----- |
| 2023 | "Pequena Flor" – João Gomes          | - "Chorei na Vaquejada" – Eric Land e Tarcísio do Acordeon - "Pega o Guanabara (Ao Vivo)" – Wesley Safadão e Alanzim Coreano - "Coladin (Minha Deusa)" – Zé Vaqueiro - "Pra Que Fui Me Apaixonar" – João Gomes e Iguinho & Lulinha - "Prejudicado" – João Gomes | [ 8 ] |
| 2024 | "Casca de Bala" – Thullio Milionário | - "Amor na Praia" – Nattan - "Beijo, Blues e Poesia" – Seu Desejo - "Coração de Vaqueiro" – João Gomes - "Maravilhosa" – Zé Vaqueiro - "Página de Ex" – Mari Fernandez                                                                                          | [ 9 ] |